# Cile agli VIII Giochi olimpici invernali
Il Cile partecipò agli VIII Giochi olimpici invernali, svoltisi a Squaw Valley, Stati Uniti, dal 18 al 28 febbraio 1960, con una delegazione di 5 atleti impegnati in una disciplina.